# كوينوفيليا

كوينوفيليا هي الولع بالصفات السائدة المشتركة، هي فرضيّة تطوريّة تقترح أنّه خلال الانتقاء الجنسي، تبحث الحيوانات بشكل تفضيلي عن زملائها مع الحد الأدنى من الميزات/ الصفات غير المعتادة أو المتحوّلة، بما في ذلك الوظيفة والمظهر والسلوك.
تفسّر الكوينوفيليا تجمع الكائنات الجنسيّة في الأنواع وغيرها من القضايا التي وصفتها معضلة داروين. المصطلح مشتق من اليونانيّة حيث (Koinos) تعني «المشتركة»، و (Philia) تعني «الولع».
يؤدّي الانتقاء الطبيعي إلى أن تصبح السمات الموروثة المفيدة أكثر شيوعاً على حساب نظيراتها غير المواتية. تقترح فرضيّة الكوينوفيليا أنّه من المتوقّع بالتالي أن يتجنّب الحيوان الذي يتكاثر جنسيّاً الأفراد الذين لديهم ميزات نادرة أو غير عاديّة، ويفضّل أن يتزاوج مع أفراد يظهرون أغلب السمات الشائعة أو المعتاد كما سيتمّ تجنّب المسوخ من ذوي السمات الغريبة أو الفرديّة لأن معظم الطفرات التي تظهر على أنها تغييرات في المظهر أو الوظيفة أو السلوك غير مقبولة نظراً لأنّه من المستحيل الحكم على ما إذا كانت الطفرة الجديدة مفيدة (أو قد تكون مفيدة في المسقبل غير المنظور) أم لا، فإن الحيوانات تتجنّبها جميعاً، على حساب تجنّب الطفرة المفيدة المحتملة جداً. وهكذا، فإن الكوينوفيليا، على الرغم من أنها ليست معصومة في قدرتها على التمييز بين الأزواج الصالحين من غير الصالحين، إلا أنها تعدّ استراتيجيّة جيّدة عند اختيار زوج. يضمن الخيار المسمّى بالـ الكوينوفيليّ، أنّه من المحتمل أن يرث النسل مجموعة من الميزات والسمات التي خدمت جميع أفراد الأنواع بشكل جيّد في الماضي.
الكوينوفيليا تختلف عن نمط التزاوج مثل «الأفراد المتجانسين» أو نمط (تزاوج المتجانسين). مثال على الحيوانات المتجانسة، الحيوانات اللوسكيّة مثل (الطاووس الأبيض) تنجذب جنسيّاً لبعضها البعض، وستأتي سلالات بيضاء إلى الطبيعة في المستقبل. تتنبّأ الكوينوفيليا بأن هذا غير محتمل لأن الحيوانات اللافتة للنظر تنجذب إلى مثيلاتها من الأفراد الطبيعيين بنفس الطريقة التي تنجذب بها جميع الأنواع الأخرى.
تقدّم الكوينوفيليا تفسيرات بسيطة لشبكة عالميّة من المخلوقات الجنسيّة في الأنواع المختلفة؛ ندرة الأشكال الانتقائيّة بين الأنواع (الأنواع الموجودة والأنواع الأحفوريّة)؛ الركود التطوّري؛ التوازن النقطي؛ تطور التعاون. قد تسهم الكوينوفيليا أيضاً في الحفاظ على التكاثر الجنسي، مما يحوّل دون ارتداده إلى الشكل اللاجنسي الأبسط والأكثر فائدة بطبيعته.
تدعم فرضيّة الكوينوفيليا نتائج جوديث لانجلو وزملائها قي العمل. حيث وجدوا أن مظهر متوسّط وجهين بشريين كان أكثر جاذبية من أي من الوجوه التي استمدّ منها مظهر ذلك المتوسط. كلّما زاد عدد الوجوه (من نفس الجنس والعمر) التي استخدمت في عمليّة التوسيط، زاد جاذبيّة مظهر الوجه المتوسّط[19]. هذا العمل حول المتوسطات يدعم الكوينوفيليا كتفسير لما يشكّل الوجه الجميل.

## الأنواع الجديدة والتوازن النقطي
لقد احتار علماء الأحياء منذ أيام داروين حول كيفيّة أن التطوّر ينتج أنواعاً يكون أفرادها البالغين متماثلين بشكل غير اعتيادي، ومختلفة اختلافاً كليّاً عن الانواع الأخرى. الأسود والنمور، على سبيل المثال، كلا الحيوانان آكلان للحوم التي تعيش في نفس البيئة العامّة، وتطارد نفس الفريسة، ولكنّها تبدو مختلفة تماماً. والسؤال هو لماذا لا يوجد أي حالة وسطيّة؟
يتجلّى هذا الانطباع الساحق من التوحيد الصارم، الذي يشمل جميع السمات الخارجيّة للأفراد البالغين من النوع، في هذا القطيع، في صحراء كالاهاري. هذا التجانس في المظهر نموذجي، وتشخيصيّ تقريباً لجميع الأنواع، ولغز تطوّري كبير. أكّد داروين على الاختلاف الفردي، الذي لا شكّ في وجوده في أي قطيع مثل هذا القطيع، ولكن من الصعب للغاية تمييزه، حتّى بعد الألفة طويلة المدى مع القطيع. يجب أن يتمّ تمييز كل فرد بشكل فريد وروابط فريدة لمتابعة تاريخ حياته وتفاعلاته مع أفراد المجتمع الآخرين.
يفرض النوع مشكلة ثنائيّة الأيعاد. تمثّل حالات التوقّف في المظهر بين الأنواع الموجودة "البعد الأفقي" للمشكلة. يمثّل تعاقب الأنواع الأحفوريّة "البعد العمودي.
هذا هو البعد الأفقي لمشكلة ثنائيّة الأبعاد، في إشارة إلى الغياب شبه التام للأشكال الانتقائيّة أو الوسيطة بين الأنواع الحاليّة (على سبيل المثال بين الأسود والنمور والفهود).

## التطوّر تحت الظروف الكوينوفيليّة
يمكن أن يكون التطوّر سريعاً للغاية، كما يتضّح من إنشاء حيوانات ونباتات مستأنسة في فترة زمنيّة قصيرة جدّاً من الزمن الجيولوجي، لا تمتدّ إلا لعشرات الآلاف من السنين، من قبل البشر الذين لديهم معرفة قليلة أو معدومة في علم الوراثة. يتمّ إنشاء ذرة (Zea mays) في المكسيك منذ بضعة آلاف من السنين فقط، بدءاً من حوالي 7000 إلى 12000 عام. يثير هذا التساؤل عن كون معدّل التطوّر طويل المدى أبطأ بكثير مما هو ممكن نظريّاً.
يتم فرض التطوّر على الأنواع أو الجماعات. لم يتم التخطيط له أو السعي لتحقيقه بالطريقة اللاماركيّة. الطفرات التي تعتمد عليها العمليّة هي أحداث عشوائيّة، وباستثناء «الطفرات الصامتة» التي لا تؤثّر على وظيفة الناقل أو مظهره، عادةً ما تكون غير مواتية، وتكون فرصتها في إثبات أنّها مفيدة في المستقبل تلاشت بشكل بسيط. لذلك، في حين قد يستفيد نوع أو جماعة من القدرة على التكيّف مع بيئة جديدة من خلال تراكم مجموعة واسعة من الاختلافات الجينية، فإن هذا يضرّ بالأفراد الذين يتعيّن عليهم حمل هذه الطفرات حتّى أقليّة صغيرة لا يمكن التنبؤ بها، في نهاية المطاف يسهم في مثل هذا التكيّف. وبالتالي، فإن القدرة على التطوّر هي التكيّف الجماعي، الذي تمّ التصديق عليه من قبل، من بين أمور أخرى من قبل جورج سي ويليامز وجون ماينارد وريتشارد دوكينز.
وبالتالي، من المتوقّع أن يتجنّب الأفراد الجنسيّون نقل الطفرات إلى ذريّتهم عن طريق تجنّب زملائهم ذوي الخصائص الغريبة أو غير العاديّة. نادراً ما يتمّ تمرير الطفرات التي تؤثّر على المظهر الخارجي إلى الأجيال القادمة. ولذلك نادراً ما يتمّ اختبارها عن طريق الانتقاء الطبيعي. التغيير التطوّري في عدد كبير من السكّان مع مجموعة واسعة من الأزواج، وبالتالي، سوف تصل إلى طريق ظاهري مسدود. الطفرات الوحيدة التي يمكنها أن تتراكم في مجتمع ما هي الطفرات التي ليس لها تأثير ملحوظ على المظهر الخارجي ووظائف حامليها (وبالتالي يطلق عليها اسم «الطفرات الصامتة» أو «الطفرات المحايدة»).